# Johann al II-lea, Principe de Liechtenstein
Johann al II-lea, Prinț de Liechtenstein (Johann Maria Franz Placidus), (n. 5 octombrie 1840, Q56413925⁠(d), Moravia de Sud⁠(d), Cehia – d. 11 februarie 1929, Q56411964⁠(d), Moravia de Sud⁠(d), Cehia) a fost principe al Liechtensteinului între 1858 și 1929. Domnia sa de 70 ani și 3 luni este a treia ca lungime în istoria regalității europene, după cea a regelui Ludovic al XIV-lea al Franței si cea a reginei Elisabeta a II-a a Regatului Unit.